# 舞女 (歌曲)
《舞女》（白話字: Bú-lú）是一首流行於1980年代的台語歌曲，原唱者為陳小雲，作詞及作曲者均為俞隆華，並於1985年作成。後來另一位女星韓寶儀曾翻唱該歌曲的國語版。1994年改編為粵語版的《來…尋夢》，由葉玉卿主唱。
該歌曲在1980年代末期特別流行，常被人用來諷刺當時台灣人的處境就如舞女一般悲慘。

## 禁歌之列
但由於本曲歌詞主要描寫台灣聲色場所燈紅酒綠的夜生活，以及描述當時舞女在社會的悲況，被當年處於戒嚴時期的中華民國政府認為這些描繪酒和舞廳的歌曲，皆會敗壞社會風氣，令人染上惡習，導致禍亂頻生，故一舉把當年以此等題材作詞的歌曲一律封禁，以免歪風漸長。一些當年著名的台語歌曲，例如由西卿演唱的《可憐酒家女》和尤美主唱的《為著十萬元》，因內容提及酒市女流之生活，均遭到封禁。1987年，中華民國政府解嚴，當年曾遭封禁的逾千首流行歌曲終得以解禁，得以傳唱至今。

## 外部連結
- 《舞女》介紹